# Typhlotanais solidus
Typhlotanais solidus är en kräftdjursart som beskrevs av Hansen 1913. Typhlotanais solidus ingår i släktet Typhlotanais och familjen Nototanaidae. Inga underarter finns listade i Catalogue of Life.